# Идей Гимерийский
Идей Гимерийский — древнегреческий философ-досократик. Согласно Сексту Эмпирику, Идей наряду с Анаксименом, Диогеном Аполлонийским и учителем Сократа Архелаем Афинским считал за начало всего воздух (Секст Эмпирик Против учёных, IX, 360).